# Soko nomi nite hikari kagayaku
Pour plus de détails, voir Fiche technique et Distribution.
Soko nomi nite hikari kagayaku (そこのみにて光輝く) est un film dramatique japonais réalisé par Mipo O sur un scénario de Ryō Takada (ja) inspiré du roman homonyme de Yasushi Satō (ja) et sorti en 2014.

## Fiche technique
- Titre original : そこのみにて光輝く (Soko nomi nite hikari kagayaku?)
- Réalisation : Mipo O
- Scénario : Ryō Takada (ja), d'après le roman Soko nomi nite hikari kagayaku (そこのみにて光輝く?) de Yasushi Satō (ja)
- Photographie : Ryūto Kondō
- Montage : Etsuko Kimura
- Décors : Shinpei Inoue (ja)
- Musique : Takuto Tanaka (ja)
- Société de production : Wilco Co.
- Pays d'origine :  Japon
- Langue originale : japonais
- Format : couleur - 2,35:1
- Genre : drame
- Durée : 120 minutes
- Dates de sortie :
  - Japon : 19 avril 2014[1]

## Distribution
- Gō Ayano : Tatsuo Sato
- Chizuru Ikewaki : Chinatsu Ōshiro
- Masaki Suda : Takuji Ōshiro
- Kazuya Takahashi : Nakajima
- Shōhei Hino : Matsumoto
- Hiroko Isayama : Kazuko Ōshiro
- Taijirō Tamura : Taiji Ōshiro
- Eita Okuno :
- Morio Akada :

## Distinctions

### Récompenses
- 2014 : prix du meilleur réalisateur au Festival des films du monde de Montréal[2]
- 2015 : prix Blue Ribbon du meilleur réalisateur pour Mipo O[3]

### Sélections
- Le film a été choisi comme entrée pour le Japon pour l'Oscar du meilleur film en langue étrangère à la 87e cérémonie des  Oscars, mais n'a pas été retenu.
- 2014 : en compétition pour le Grand prix des Amériques au Festival des films du monde de Montréal[2]